# Botanophila rubrigena
Botanophila rubrigena är en tvåvingeart som först beskrevs av Johann Andreas Schnabl 1915.  Botanophila rubrigena ingår i släktet Botanophila och familjen blomsterflugor. Arten är reproducerande i Sverige. Inga underarter finns listade i Catalogue of Life.